# DNA-metiltransferasi sito specifica (specifica per citosina-N4)
La DNA-metiltransferasi sito specifica (specifica per citosina-N4) è un enzima appartenente alla classe delle transferasi, che catalizza la seguente reazione:
S-adenosil-L-metionina + citosina in un filamento di DNA ⇄ S-adenosil-L-omocisteina + N4-metilcitosina in un filamento di DNA
Si tratta in realtà di un ampio gruppo di enzimi, con specificità sovrapponibile a quella delle deossiribonucleasi I (sito-specifiche) (numero EC 3.1.21.3), delle deossiribonucleasi II (sito-specifiche) (numero EC 3.1.21.4) e delle deossiribonucleasi III (sito-specifiche) (numero EC 3.1.21.5)
Una lista completa di tutti questi enzimi è disponibile presso la banca dati REBASE, gestita dal Premio Nobel Richard John Roberts.